# Новая Кутля
Новая Кутля — село в Лунинском районе Пензенской области. Входит в состав Лунинского сельсовета.

## География
Село расположено в северной части области на расстоянии примерно в 7 километрах по прямой к северо-востоку от районного центра Лунино.
Часовой пояс
Село Новая Кутля как и вся Пензенская область, находится в часовой зоне МСК (московское время). Смещение применяемого времени относительно UTC составляет +3:00.

## Население
| 1710  | 1717  | 1747 | 1782  | 1864 | 1877  | 1910  |
| ----- | ----- | ---- | ----- | ---- | ----- | ----- |
| 1016  | ↘397  | ↗888 | ↗1299 | ↘919 | ↗1165 | ↘1151 |
| 1926  | 1930  | 1959 | 1979  | 1989 | 1996  | 2002  |
| ↗1261 | ↗1360 | ↘382 | ↘170  | ↘98  | ↗102  | ↘94   |
| 2010  |       |      |       |      |       |       |
| ↘54   |       |      |       |      |       |       |

Национальный состав
Согласно результатам переписи 2002 года, в национальной структуре населения русские составляли 97 % из 94 чел..